# História do setor bancário nos Estados Unidos
Este artigo trata da história do setor bancário nos Estados Unidos.

## Primeiras tentativas de criar um banco nacional
Em 1781, um ato do Congresso da Confederação estabeleceu o Banco da América do Norte na Filadélfia, onde substituiu o Banco da Pensilvânia, fundado em 1780, por sugestão de Thomas Paine para ajudar a financiar o Exército Continental. O Banco da América do Norte obteve o monopólio da emissão de letras de crédito como moeda em nível nacional.
Robert Morris, o primeiro Superintendente de Finanças nomeado de acordo com os Artigos da Confederação, propôs a criação do Banco da América do Norte como um banco comercial que atuaria como o único agente fiscal e monetário do governo. Por isso, ele foi chamado de "o pai do sistema de crédito e da circulação de títulos de crédito nos Estados Unidos".
Morris entendia ser necessário o estabelecimento de uma instituição bancária com caráter de monopólio privado nacional, com fins lucrativos, inspirado no Banco da Inglaterra, porque as tentativas anteriores de financiar a Guerra de Independência (1775-1783), como a emissão de modo desordenado da moeda continental  (Continetals), pelo Congresso Continental, resultaram em uma depreciação tão rápida (da moeda) que Alexander Hamilton, entendeu que essa moeda foi um "constrangimento público".
Após a Guerra de Independência, vários bancos estaduais foram licenciados, incluindo, em 1784: o Bank of New York e o Bank of Massachusetts.
Na década de 1790, os Estados Unidos tinham apenas três bancos, mas muitas moedas diferentes em circulação: moedas inglesas, espanholas, francesas, portuguesas, além de títulos emitidos por estados e localidades.
Nesse contexto caótico, muitos começaram a defender a instituição de uma Casa da Moeda dos Estados Unidos, que cunhasse uma moeda aceita nacionalmente aceita. Além disso, essa Casa da Moeda deveria deveria ser auxiliada e apoiada por um Banco Nacional e por um imposto especial de consumo. Os oponentes da instituição de um Banco Nacional argumentavam que a monopolização governamental do dinheiro era um exercício corrupto do poder que empobreceria o povo.

### Primeiro e Segundo Bancos dos Estados Unidos
Em 1791, o Congresso dos Estados Unidos fundou o Primeiro Banco dos Estados Unidos, de propriedade conjunta do governo federal e de acionistas privados, como um banco comercial de âmbito nacional que atuava como banco do governo federal e operava como um banco comercial regular, atuando em concorrência com os bancos locais.
Quando os novos correntistas traziam notas dos bancos locais para criar suas contas no First Bank of the United States, este apresentava essas notas aos bancos estatais, exigindo a transferência dos depósitos de ouro, o que reduziu as reservas dos bancos locais. Consequentemente, em 1811, houve grande resistência à tentativa de renovação do estatuto do Primeiro Banco dos Estados Unidos e a legislação de renovação não foi aprovada.
Em janeiro de 1817, foi inaugurado o Segundo Banco dos Estados Unidos. A razão predominante para a criação do Segundo Banco dos Estados Unidos foi a alta inflação decorrente dos gastos da Guerra Anglo-Americana de 1812.